# Устройство дифференциального тока

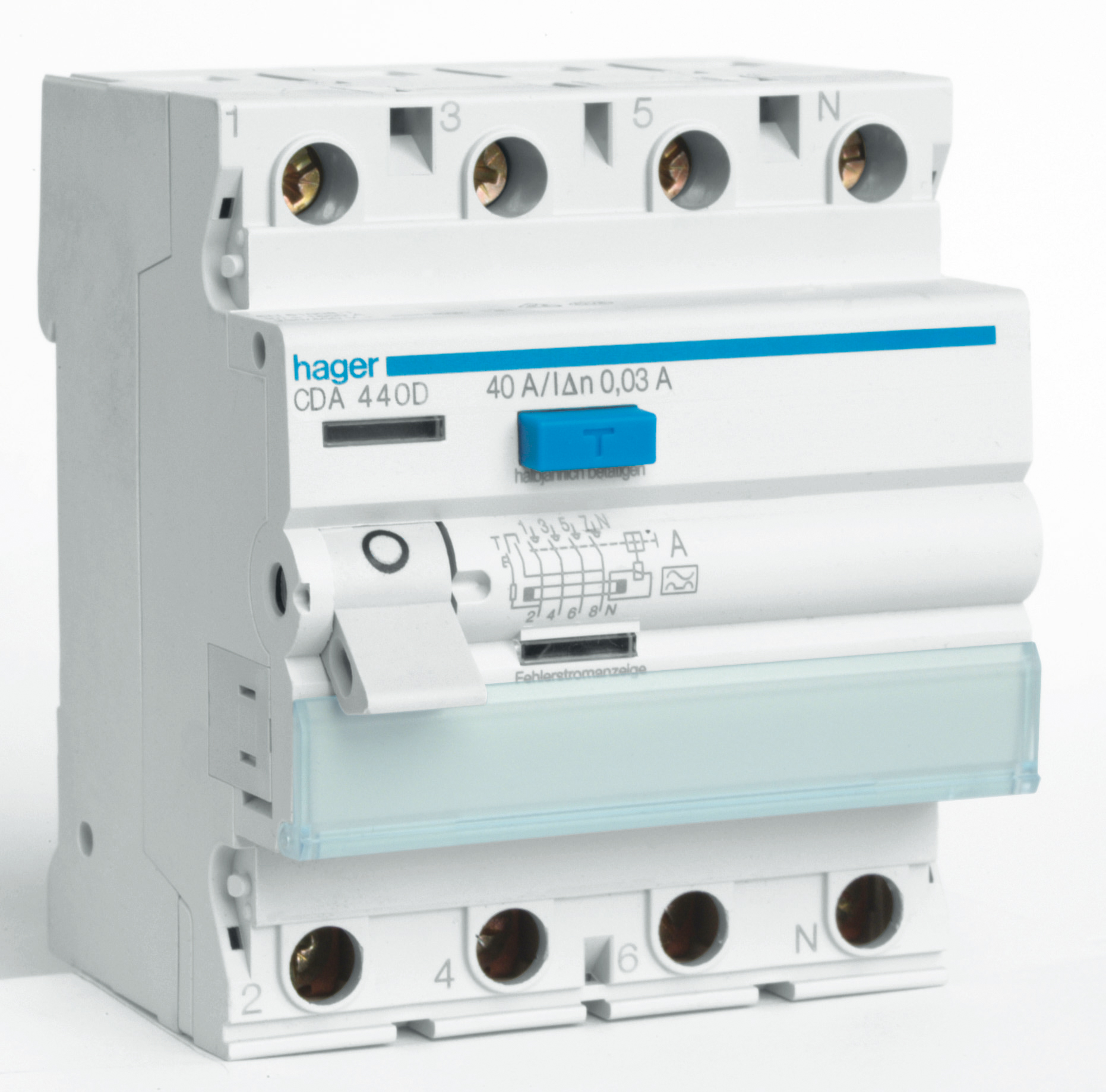
УДТ с отключающим дифференциальным током IΔn 0,03 А

Устройство дифференциального тока (УДТ), (англ. residual current device, RCD) — контактное коммутационное устройство, предназначено для того, чтобы включать, проводить и отключать электрические токи при нормальных условиях эксплуатации и размыкать контакты, когда дифференциальный ток достигает заданного значения при установленных условиях. В качестве УДТ используют автоматический выключатель, управляемый дифференциальным током, без встроенной защиты от сверхтока (ВДТ) и автоматический выключатель, управляемый дифференциальным током, со встроенной защитой от сверхтока (АВДТ).

## Назначение
УДТ с номинальным отключающим дифференциальным током, не превышающим 30 мА, предназначены для дополнительной защиты человека от поражения электрическим током. Используется в составе защиты «автоматическое отключение питания».
В системах переменного тока дополнительная защита посредством УДТ должна быть предусмотрена для:
- штепсельных и силовых розеток с номинальным током до 32 А;
- передвижного оборудования с номинальным током до 32 А, которое используют вне помещения.

УДТ отключает защищаемую цепь:
- при прямом прикосновении человека или животного к электрооборудованию, находящемуся под напряжением;
- при повреждении основной изоляции и контакте токоведущих частей с открытой проводящей частью.

Требования по установке и применению УДТ приведены в серии стандартов на электроустановки зданий МЭК 60364.

## Принцип действия

Схема, поясняющая принцип работы УДТ

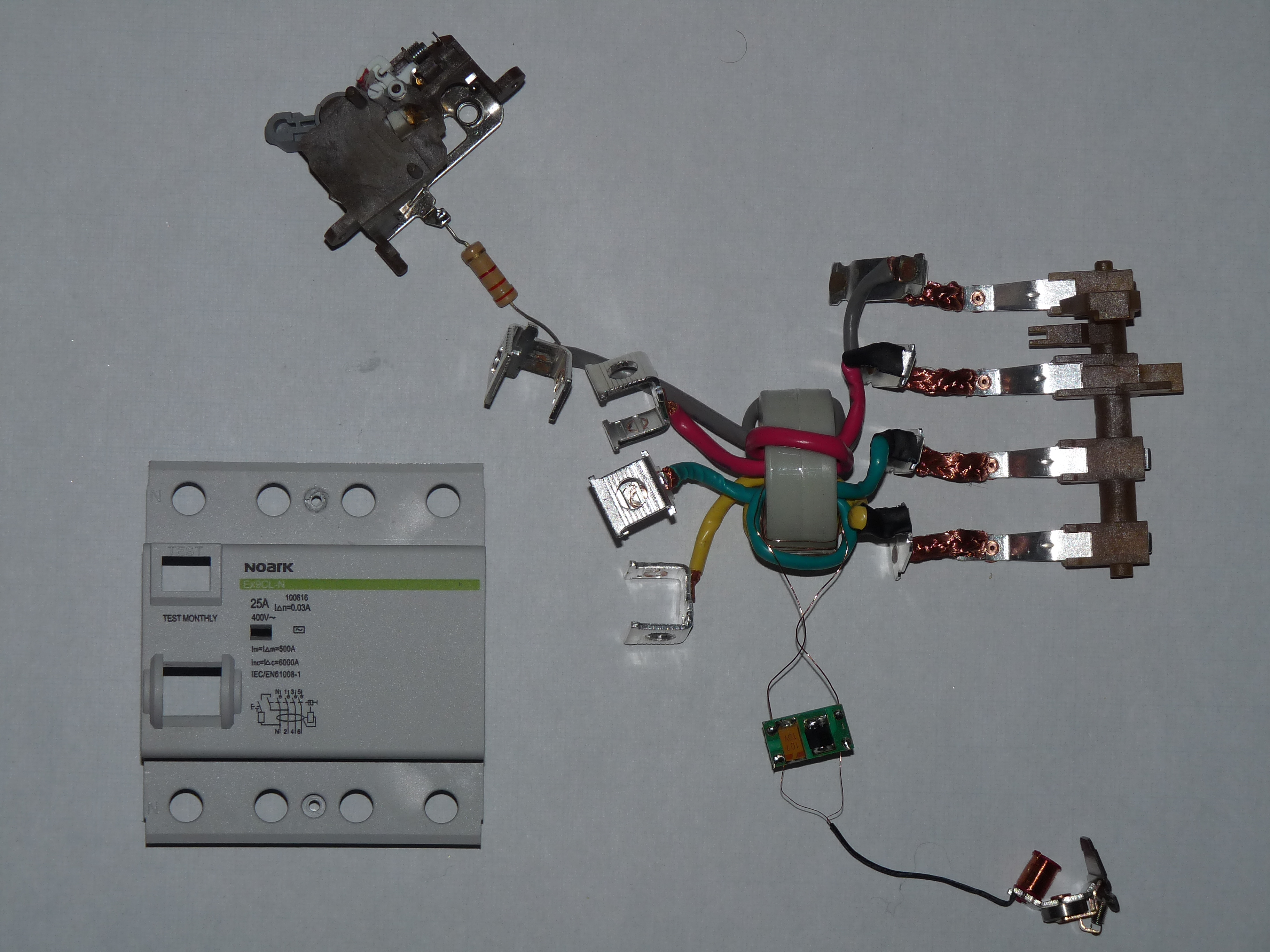
УДТ в разобранном виде

Главным компонентом УДТ является дифференциальный трансформатор, который предназначен для обнаружения дифференциального тока. Если дифференциальный ток превысит значение отключающего дифференциального тока или равен ему, произойдёт размыкание электрической цепи.

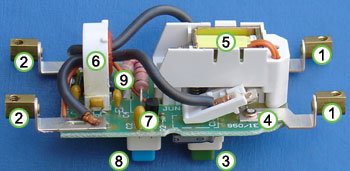
Внутреннее устройство УДТ, подключаемого в разрыв проводов

На фотографии показано внутреннее устройство одного из типов УДТ. Данное УДТ предназначено для установки в разрыв провода.
Линейный и нейтральный проводники от источника питания подключаются к контактам (1), главная цепь УДТ подключается к контактам (2).
При нажатии кнопки (3) контакты (4) (а также ещё один контакт, скрытый за узлом (5)) замыкаются, и УДТ пропускает ток. Соленоид (5) удерживает контакты в замкнутом состоянии после того, как кнопка отпущена.
Вторичная обмотка (6), к которой подключён расцепитель дифференциального тока. В нормальном состоянии ток линейного проводника равен току нейтрального проводника, однако эти токи противоположны по направлению. Таким образом, токи взаимно компенсируют друг друга и в катушке дифференциального трансформатора ЭДС отсутствует.
Ток замыкания на землю приводит к нарушению баланса в дифференциальном трансформаторе: через линейный проводник протекает больший ток, чем по нейтральному проводнику (часть тока протекает через тело человека, то есть в обход трансформатора). Дифференциальный ток в первичной обмотке дифференциального трансформатора приводит к появлению ЭДС во вторичной обмотке. Эта ЭДС сразу же регистрируется следящим устройством (7), которое отключает питание соленоида (5). Отключённый соленоид больше не удерживает контакты (4) в замкнутом состоянии, и они размыкаются под действием силы пружины.
Устройство спроектировано таким образом, что отключение происходит за доли секунды, что значительно снижает тяжесть последствий от поражения электрическим током.
Кнопка проверки (8) позволяет проверить работоспособность устройства путём пропускания небольшого тока через оранжевый тестовый провод (9). Тестовый провод проходит через сердечник дифференциального трансформатора, поэтому ток в тестовом проводе эквивалентен нарушению баланса токонесущих проводников, то есть УДТ должно отключиться при нажатии на кнопку проверки. Если УДТ не отключилось, значит оно неисправно и должно быть заменено.

## Ограничения
УДТ не сработает, если человек оказался под напряжением, но тока замыкания на землю при этом не возникло, например, при прикосновении одновременно к линейному и нейтральному проводникам защищаемой цепи. Предусмотреть защиту от таких прикосновений невозможно, так как нельзя отличить протекание тока через тело человека от нормального протекания тока в нагрузке. В подобных случаях действенны только механические защитные меры (изоляция, непроводящие кожухи и т. п.), а также отключение электроустановки перед её обслуживанием.
УДТ, функционально зависимое от напряжения сети, нуждается в питании, которое получает от защищаемой цепи. Поэтому потенциально опасной является ситуация, когда выше УДТ произошёл обрыв нейтрального проводника, а линейный остался под напряжением. В этом случае УДТ будет неспособно отключить цепь, так как напряжения в защищаемой цепи недостаточно для функционирования. УДТ, функционально не зависимое от напряжения, свободно от указанного недостатка.

## История
Первый патент (патент Германии № 552678 от 08.04.28) на УДТ был получен в 1928 году германской фирмой RWE (Rheinisch — Westfälisches Elektrizitätswerk AG). Первый действующий образец устройства защиты был изготовлен этой же фирмой в 1937 году. В качестве датчика использовался маленький дифференциальный трансформатор, а исполнительным элементом служило поляризованное реле с чувствительностью 0,01 А и быстродействием 0,1 с.
Чувствительность прототипа устройства была 80 мА — дальнейшее повышение чувствительности тормозилось отсутствием материалов с нужными магнитными свойствами. В 1958 году доктором Биглмайером из Австрии было предложено новое схемное решение конструкции УДТ. В конструкции были устранены ложные срабатывания от грозовых разрядов и увеличена чувствительность до 30 мА.
Граничные кривые переменного тока и физиологическое действие тока на организм человека были установлены путём тестов в 1940—1950 годы в Университете Беркли американским учёным Чарльзом Дальцилом. В ходе тестов добровольцы подвергались воздействию электрического тока с известным напряжением и силой тока.
В начале 1970-х годов большинство УДТ выпускалось в корпусах типа автоматических выключателей. С начала 1980-х годов в США большинство бытовых УДТ было уже встроенным в розетки.
В СССР первые эксперименты по проектированию УДТ начались в 1964 году. Первое серийное УДТ для укомплектования трёхфазного электрифицированного инструмента было изготовлено в 1966 году выборгским заводом «Электроинструмент» по разработке ВНИИСМИ. Первое бытовое УДТ в СССР было разработано в 1974 году, но в серию не пошло. Серийное бытовое УДТ производилось с 1988 года в значительных количествах (до 200 тысяч штук в год). Типичный вид УДТ того времени — удлинитель с розеткой на шнуре. С 1982 года всё учебное электротехническое оборудование, поступавшее в школы, в обязательном порядке оснащалось УДТ, которое получило наименование «школьное». Серийность изделия доходила до 60 тыс. штук в год. Для нужд промышленности и сельского хозяйства выпускались защиты ИЭ-9801, ИЭ-9813, УЗОШ 10.2 (ещё выпускается), РУД-0,5.
В настоящее время в России используются преимущественно УДТ для монтажа в электрощите на DIN-рейку, а встроенные УДТ пока широкого распространения не получили.

## Классификация

### По способу управления
- УДТ без вспомогательного источника питания
- УДТ со вспомогательным источником питания:
  - выполняющие автоматическое отключение при отказе вспомогательного источника с выдержкой времени и без неё:
    - производящие автоматическое повторное включение при восстановлении работы вспомогательного источника
    - не производящие автоматическое повторное включение при восстановлении работы вспомогательного источника

  - не производящие автоматическое отключение при отказе вспомогательного источника:
    - способные произвести отключение при возникновении опасной ситуации после отказа вспомогательного источника
    - не способные произвести отключение при возникновении опасной ситуации после отказа вспомогательного источника

### По виду установки
- стационарные с монтажом стационарной электропроводкой
- переносные с монтажом гибкими проводами с удлинителями

### По числу полюсов
- двухполюсные;
- четырёхполюсные.

### По возможности регулирования отключающего дифференциального тока
- нерегулируемые;
- регулируемые:
  - с дискретным регулированием;
  - с плавным регулированием.

### По стойкости при импульсном напряжении
- допускающие возможность отключения при импульсном напряжении;
- стойкие при импульсном напряжении.

### По условиям функционирования при наличии составляющей постоянного тока
УДТ типа АС: УДТ, срабатывание которого обеспечивается дифференциальным синусоидальным переменным током путём или внезапного его приложения, или при медленном нарастании.
УДТ типа А: УДТ, срабатывание которого обеспечивается и синусоидальным переменным, и пульсирующим постоянным дифференциальным током путём или внезапного приложения, или медленного нарастания.
УДТ типа В: УДТ, которое гарантирует срабатывание как устройство типа А и дополнительно срабатывает:
- при дифференциальном синусоидальном переменном токе частоты до 1000 Гц;
- при дифференциальном синусоидальном переменном токе, наложенном на сглаженный постоянный ток;
- при дифференциальном пульсирующем постоянном токе, наложенном на сглаженный постоянный ток;
- при дифференциальном пульсирующем выпрямленном токе от двух или более фаз;
- при дифференциальном сглаженном постоянном токе, приложенном внезапно или постепенно возрастающем, вне зависимости от полярности[10].

УДТ типа F: УДТ, которое гарантирует срабатывание как устройство типа А в соответствии с требованиями МЭК 61008-1 и МЭК 61009-1 и дополнительно срабатывает:
- при составном дифференциальном токе, приложенном внезапно или постепенно возрастающем между фазой и нейтралью или фазами и средним заземлённым проводником;
- при дифференциальном пульсирующем постоянном токе, наложенном на сглаженный постоянный ток[10].

### По наличию задержки по времени (в присутствии дифференциального тока)
- УДТ без выдержки времени — тип для общего применения;
- УДТ с выдержкой времени — тип S для обеспечения селективности.